# ボクを包む月の光
『ボクを包む月の光』（ボクをつつむつきのひかり）は、日渡早紀による日本の漫画作品である。通称『ボク月』。『ぼくの地球を守って』の次世代編であり、2003年11月号から2015年1月号（2014年11月26日発売）まで『別冊花とゆめ』（白泉社）にて連載された。
『別冊花とゆめ』2015年5月号（2015年3月26日発売）より、本作終了時点から4年後を描いた『ぼくは地球と歌う』が連載されている。

## 概要
『ぼくの地球を守って』から16年後の物語。亜梨子と輪の子供・蓮が様々な体験を通じて成長していくストーリー。
元々は前作に区切りをつけるための番外編的な単発作品として執筆されたが、その反響の大きさを受けて編集部がさらに続編を依頼し、1話のみの読み切り→単行本1冊のみ→シリーズとして継続、という形で現在に至る。前作からの登場人物も度々登場している。

## あらすじ
小学1年生の蓮は両親の不思議な力を見て育ったため、自分にも超能力があるはずだと信じている。ある日、両親の能力を学校で話題にしたところ、「うそつき蓮」とレッテルを貼られ、学校を休みがちになっていく。その日も学校を休んで、京都の幼馴染の家に遊びに来ていた。が、そこで幽霊に魅入られ、ピンチに陥いる蓮。その時、紫苑と木蓮が蓮に語りかけ、2人の力を使って蓮を助ける。蓮は、自分を助けてくれた2人のことを「守護天使」だと思い、「どうして自分のことを守ってくれるのか」と天使のことを知りたいと思いはじめる。

## 登場人物
小林蓮（こばやし れん）
亜梨子と輪の息子。初登場時7歳（小学校1年生）。2人の「守護天使」の能力を借りて、色々な出来事を解決していく。1年時は「ウソツキ蓮」呼ばわりされ、父親である輪の「学校に行きたくなければ行かなくてもいい」という方針もあって、不登校がちだった。
守護天使と昔の父のことを知るために、自分の能力を磨いている（不思議探偵結成に至る）。聖歌（キサナド）を歌う時、額に「キチェ」が出る。サイコメトリの能力を持っている。
その後、父親のかぶっていた帽子を手に入れたことで、新たな騒動を巻き起こす。最終的に紫苑から、「人を無理やりにコントロールして押さえつけるのではなく、一人一人のあらゆる意思を尊重し信じること」を教えられ、騒動は終結する。
笠間春彦によって前世が人知れず木蓮の中に宿っていた紫苑との子供（胎児）であると（ほぼ夢想に近い形で）推測され、その後の短編で直前の前世は春彦の推測通りであった事が描かれている。
小林亜梨子（こばやし ありす）
前世は木蓮（モク＝レン）。旧姓・坂口。現在は声楽家。歌で植物を成長させる能力とキチェは、今も健在。輪より9歳上。輪の「充電中」に、内心いらいらしており、とうとう説教して彼に作曲業を再開させた。
小林輪（こばやし りん）
前世は紫苑（シ＝オン）。初登場時23歳。小学生の時に習っていたピアノを活かして、現在は作曲家だが、お休み中。「夏休み」「充電中」と称して、様々なバイトに精を出している。
紫苑譲りのサーチェスは健在で、空を飛んだりテレポートできる。
前世の影響を一番受け、しかもキャー&ラズロが死んだ時のことを引きずっているのか、猫が苦手、そして78日間のジンクスを無意識だが引きずっていた。その後、木蓮の言葉を蓮から伝えられ、ジンクスを克服できた。
紫苑
輪の前世。前作で輪に記憶を写し、地球の大気になっている。イケメン。まれに、蓮や輪の体を乗っ取ることもあり、その間の行動は蓮、輪には記憶されない。
木蓮
亜梨子の前世。前作で亜梨子に記憶を写し、現在地球の大気になっている。美人。キチェ・サージャリアンだけに伝える、聖歌（キサナド）を蓮に伝承する。
薬師丸日路子（やくしまる かちこ）
通称カチコ。蓮とは幼馴染。未来路がEPIAから連れてきた子。婚外子であり、戸籍上は北斗の養女となっている。母親はパメラ。
コミックス1巻では北斗と共に京都で生活していたが、北斗の結婚に伴ってコミックス2巻より小林家で居候中。
ESPで瞬間移動ができ、また幽霊が見える。父親曰く、接触テレパスの才能もあるらしい。名前の由来は、北斗が時計店を営んでおり、時計の秒針が秒を刻む時の「カチコチ」の音から来ている。
薬師丸未来路（やくしまる みくろ）
米EPIA（『記憶鮮明』に登場するESP研究機関）勤務。勤務に至る経緯は『偶然が残すもの 記憶鮮明II』にて描かれている。EPIA所属としては最強クラスのエスパー。EPIAが手を出せないよう、カチコを北斗の養女にする。前作の事件と渡米後の経験の影響か、以前より感情豊かになっている。
畠翼（はたけ つばさ）
蓮の1年生からのクラスメイトで、あだ名は「カプつん」。最初は蓮と距離を置いていたが、とある事件で友達に。眼鏡をかけた、知性派タイプ。
辻堂信幸（つじどう のぶゆき）
翼同様に蓮とは1年生時のクラスメイトであり、似た者同士ということもあって蓮とは友達であった。しかし、辻堂が母子家庭であるのに連が自分の父親（輪）を自慢するため喧嘩別れをし、「ウソツキ蓮」のあだ名を広めた。
2年時にカチコの取り成しで誤解が解けて再び蓮と友達になる。カチコのことが好きらしい。
聟山ヘースケ（もこやま ヘースケ）
蓮の2年からの担任。不思議大好き。子供の自主性を尊重し、できるだけ自分で答えを見つけさせようとする性格。
蓮が再び不登校とならないよう、亜梨子と図って課外授業「魔法学校」を開く。カチコと翼も参加。学校の「七不思議」の探索を宿題として出す。これらを検証して否定しようという意図であった。その後は、蓮たちのよき理解者となる。
小林円（こばやし まどか）
輪の妹であり、蓮より3歳上。母親の胎内にいる時からの記憶を持つ。音楽の才能も天才的。外見は亜梨子を真似しているが、内面は兄そのもの。蓮達に対して良きお姉さんとして振る舞い目上へも礼儀正しいが、はじめにだけは不遜な態度で接している。蓮の生後間もなく（円が3歳頃）、兄を「取られた」ことに嫉妬して家出した。
前世など、兄たちの秘密を知りたがっている。
若田萌（わかた もえ）
ラーレと母親同士が親しかったが、母親の失踪に伴い彼女の家がラーレを引き取ることになって一緒に暮らす。ラーレに不思議探偵団の名刺を見せ、蓮と引き合わせた。カチコの親友の一人。
樹野ラーレ（きの ラーレ）
不思議探偵団に最初の依頼をした男子。トルコとのハーフ。高いESPを持つ。自分のESPのために、母親に嫌われ見捨てられたと思っていたが、実は母親もESPを持っており、母親のESPがラーレを不幸にすると母親は考えて姿を消していた。
蓮や未来路のおかげで自分が母親に嫌われていたとの誤解も解け、ESPをコントロールするために未来路とともにアメリカのEPIAへ行く。ラーレとはトルコ語で「チューリップ」の意であることが作中で語られている。
柴浦コウ（しばうら コウ）
9巻の番外編に登場した、輪の中学時代の同級生。当時周りから浮いていた輪とは単なるクラスメイト以上の接点はなかったものの、彼が実は『ただ者ではない』と薄々察しており、にも関わらずそれを隠して目立たないように生活している姿に若干の苛立ちを覚えていた。しかしある時、その霊感の強さ故に輪の傍にいた紫苑の姿を目撃したことから関わりを持つ。
現職刑事にして一児の父親であり、ひょんなことから輪と10年ぶりの再会を果たす（因みに前述の中学時代にて唇の動きで読み取った紫苑の言葉を、事情がわからないまま輪に伝えた結果意図せずして大泣きさせてしまい、その時の出来事から再会時の輪には「俺の人生最大の恥辱を間近で目撃しやがった野郎」と称されている）。その後輪がESP能力を上手く制御出来なくなっていることもあり、自身の霊視能力及び得意の読唇術で未来へ飛ばされた紫苑や木蓮の言葉を通訳するなど小林一家に協力する。
坂口はじめ（さかぐち はじめ）
亜梨子の弟。姉思いは相変わらず。亜梨子と輪が結婚した今でも、輪を義兄とは認めていない。
笠間春彦（かさま はるひこ）
前世は秋海棠（シウ＝カイドウ）。職業は作家。蓮（稀に輪）の相談役になることも度々。以前ほどサーチェスは使えないし、テレポートも全くできなくなっている。
錦織一成（にしきおり いっせい）
前世は槐（エン＝ジュ）。職業はヘアデザイナー。桜とは夫婦関係であり、子供もできた。
錦織桜（にしきおり さくら）
前世は繻子蘭（シュス＝ラン）。旧姓・国生。一成の妻で専業主婦。「さん」付け呼ばわりにこだわる。蓮に夢中で、非常に可愛がっている。1年に1回の元・月基地メンバーの会合の他にも、たまに会いに来る。
小椋迅八（おぐら じんぱち）
前世は玉蘭（ギョク＝ラン）。考古学の先生になり、本も出している。過去に亜梨子が好きだったこともあり、輪に対して忠告が多い。
サーチェスは昔から上手く使えない。
土橋大介（どばし だいすけ）
前世は柊（ヒイ＝ラギ）。言語学の先生で大学で教えている。
ヒァー
蓮が拾ってきた猫。たまに守護天使が猫の姿を借りることもある。

## 書誌情報
- 日渡早紀『ボクを包む月の光』白泉社〈花とゆめコミックス〉 全15巻[6]
  1. 2005年06月17日発売、ISBN 978-4-592-18281-8
  2. 2005年12月16日発売、ISBN 978-4-592-18282-5
  3. 2006年07月19日発売、ISBN 978-4-592-18283-2
  4. 2007年03月19日発売、ISBN 978-4-592-18284-9
  5. 2008年01月18日発売、ISBN 978-4-592-18285-6
  6. 2008年08月19日発売、ISBN 978-4-592-18286-3
  7. 2009年03月19日発売、ISBN 978-4-592-18287-0
  8. 2010年02月19日発売、ISBN 978-4-592-18288-7
  9. 2010年10月19日発売、ISBN 978-4-592-19093-6
  10. 2011年07月20日発売、ISBN 978-4-592-19094-3
  11. 2012年06月20日発売、ISBN 978-4-592-19095-0
  12. 2013年03月19日発売、ISBN 978-4-592-19096-7
  13. 2013年09月20日発売、ISBN 978-4-592-19097-4
  14. 2014年09月19日発売、ISBN 978-4-592-19098-1
    - 14巻ドラマCDつき初回限定版、ISBN 978-4-592-10558-9
ドラマCDについては『ぼくの地球を守って#ドラマCD』参照。

  15. 2015年03月20日発売、ISBN 978-4-592-19099-8